# Natsumi Tomonaga
Natsumi Tomonaga (em japonês:  朝長 なつ美, Tomonaga Natsumi; Kawagoe, 22 de agosto de 1991) é uma pentatleta japonesa. 

## Carreira
Tomonaga representou seu país nos Jogos Olímpicos de Verão de 2016, terminando na décima-segunda colocação.